# Либертув

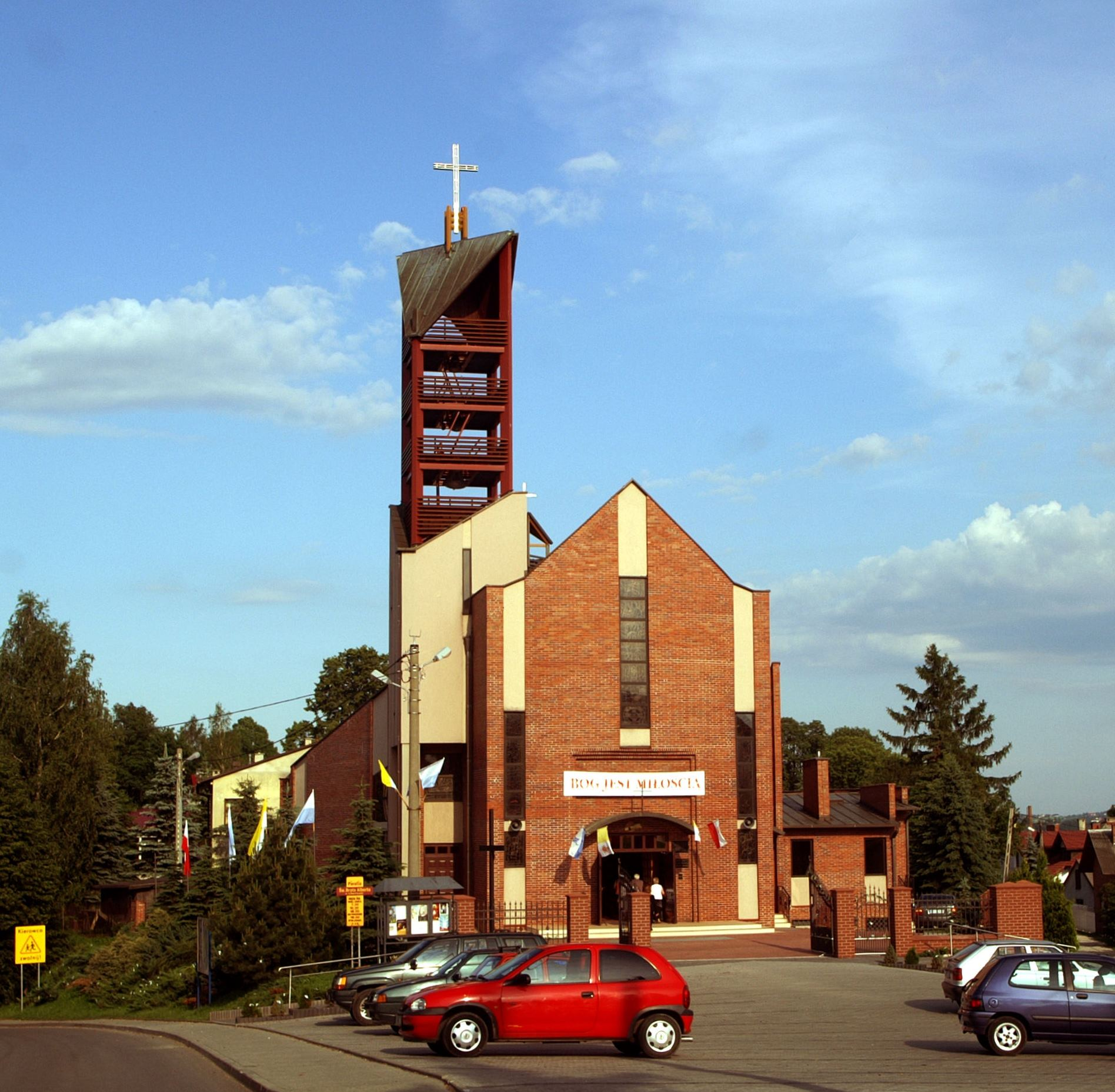
Церковь святого Брата Альберта

Либе́ртув (пол. Libertów) — село в Польше в сельской гмине Могиляны Краковского повета Малопольского воеводства.

## География
Село располагается в 12 км от административного центра воеводства города Краков. Через село проходит дорога 7, являющаяся частью автомагистрали Е77.

## История
Первое упоминание о селе относится к 1322 году. Сочинение «Kodeks dyplomatyczny katedry krakowskiej», изданное в 1874 году краковской архиепархии пишет о «братьях Станиславе и Лаврентии, которые были наследниками некоего Комеса Лаврентия, который владел Либертувом около села Могиляны с 1322 года». В различных исторических документах современный Либертув упоминается под наименованиями Libhertow, Lambertow, Lubertowicze, что, согласно польскому лингвисту Станиславу Роспонду указывает на основателя села под именем Либерт. В позднем средневековье на севере от села в сторону Кракова проходила торговая дорога под названием «Соляной путь». Наличие этой дороги значительно способствовало экономическому развитию Либертува.
В начале XV века село принадлежало выходцу из Италии некоему Локони. Со второй половины XV века село перешло в собственность Станиславу Домбскому герба Рола. В это же время село впервые упоминается в письменном источнике, в сочинении «Liber beneficiorum» польского хрониста Яна Длугоша. В этом сочинении говорится, что Либертув занимал около 10 ланов, в нём были корчма и сад. Как пишет Ян Длугош, десятина с села уходила в собственность краковской церкви святого Лаврентия и монастыря Святого Тела в Казимеже. С XVII века село принадлежало шляхетскому роду Циковских.
До первого польского раздела село входило в состав щижицкого повета и позднее — в состав велицкого повета. В XIX веке село перешло в собственность семьи Падлевских из Западной Галиции, которая построила в Либертуве усадьбу. Во второй половине XIX века в Либертуве проживало 550 жителей.
С 1325 года село входило в состав католического прихода в Гае. В 1985 году в селе была построена церковь в честь святого Брата Альберта.
В 1973 году во время реформы административных границ северная часть Либертува была передана Кракову. В 1975—1998 годах село входило в состав Краковского воеводства.

## Население
По состоянию на 2013 год в селе проживало 2257 человек.
| 2010 | 2013 |
| ---- | ---- |
| 2104 | 2257 |

| Перепись  | Всего   | Всего | Женщины | Женщины | Мужчины | Мужчины |
| --------- | ------- | ----- | ------- | ------- | ------- | ------- |
| Единицы   | человек | %     | человек | %       | человек | %       |
| Население | 2257    | 100   | 1174    |         | 1083    |         |

## Достопримечательности
- Церковь Святого Брата Альберта, построенная в 1985 году;
- Усадьба в Либертуве — памятник культуры Малопольского воеводства[6].